# Hripsime Churszudian
Hripsime Churszudian (orm. Հռիփսիմե Խուրշուդյան; ur. 27 lipca 1987 w Kasach) – ormiańska sztangistka, mistrzyni Europy.
W 2009 roku zdobyła brązowy medal mistrzostw świata w Koyang. Dwa lata wcześniej zwyciężyła na mistrzostwach Europy w Strasburgu w kategorii do 75 kilogramów.
9 sierpnia 2016 roku MKOL opublikował raport, z którego wynika że Churszudian stosowała niedozwolone środki podczas igrzysk w Pekinie. W konsekwencji została ona zdyskwalifikowana a jej olimpijskie wyniki zostały anulowane. Wkrótce anulowano wszystkie jej wyniki uzyskane po 2007 roku, w tym brąz mistrzostw świata, brąz igrzysk igrzysk w Londynie oraz cztery medale mistrzostw Europy.

## Wyniki
| Rok  | Zawody               | Miasto       | Miejsce | Kategoria     | Wynik  |
| ---- | -------------------- | ------------ | ------- | ------------- | ------ |
| 2006 | Mistrzostwa Europy   | Władysławowo | 3       | do 75 kg      | 261 kg |
| 2007 | Mistrzostwa Europy   | Strasburg    | 1       | do 75 kg      | 262 kg |
| 2007 | Mistrzostwa świata   | Chiang Mai   | 4       | do 75 kg      | 250 kg |
| 2009 | Mistrzostwa Europy   | Bukareszt    | 2       | do 75 kg      | 253 kg |
| 2009 | Mistrzostwa świata   | Koyang       | 3       | do 75 kg      | 267 kg |
| 2010 | Mistrzostwa Europy   | Mińsk        | 3       | do 75 kg      | 273 kg |
| 2010 | Mistrzostwa świata   | Antalya      | 4       | powyżej 75 kg | 283 kg |
| 2011 | Mistrzostwa Europy   | Kazań        | 2       | powyżej 75 kg | 254 kg |
| 2012 | Igrzyska Olimpijskie | Londyn       | 3       | powyżej 75 kg | 294 kg |